# Moments perdus
Pour plus de détails, voir Fiche technique et Distribution.
Moments perdus (titre original : The Lost Moment) est un film américain réalisé par Martin Gabel, sorti en 1947.

## Synopsis
Lewis Venable, éditeur new-yorkais à succès, apprend que les lettres d'amour d'un grand poète romantique, mystérieusement disparu, adressées à Juliana Bordereau se trouveraient dans le palais vénitien de celle-ci. Âgée de 105 ans elle y vit recluse avec une jeune femme austère, sa petite nièce Tina. Lewis, sous un faux nom, se fait passer auprès des deux femmes pour un écrivain en mal d'inspiration sûr de la retrouver en habitant dans le palais pour un certain temps. Il accepte de payer un loyer énorme. Son seul but : retrouver les lettres, "faire un coup" éditorial. Tina, toujours vêtue de noir, lui est clairement hostile, Juliana se montre amicale. 
Une nuit il entend un piano jouer, il suit le son, parcourt couloirs et escaliers et arrive dans une pièce brillamment éclairée où une jeune femme ravissante, en robe blanche scintillante, joue voluptueusement, s'adresse à lui amoureusement, l'enlace, le prenant pour le poète disparu : c'est Tina devenue Juliana. Lewis joue le jeu dans l'espoir de trouver les lettres. Une conversation avec le prêtre intime des deux femmes le trouble : Tina ne peut retrouver la raison et en finir avec ce dédoublement de personnalité qu'en tombant amoureuse d'un vivant, elle qui, enfant orpheline, a été bercée par sa grand-tante avec la lecture incessante de ces lettres d'amour. Lewis comprend l'enjeu, invite Tina à dîner, valse avec elle, est séduit par sa beauté et son mystère. 
Mais il trouve les lettres qui sont un trésor littéraire, il est prêt à quitter très vite le palais en les emportant quand il entend des cris : Tina, en robe blanche, accuse sa grand-tante de lui avoir volé les lettres. Celle-ci s'en défend et avoue avoir tué son amant, enterré dans le jardin. Tina s'évanouit. Lewis abandonne les lettres près de la vieille femme. En cherchant à les prendre celle-ci fait tomber un chandelier, l'incendie fait rage. 
Au-dehors, Tina se relève et tend les bras à Lewis.

## Fiche technique
- Titre original : The Lost Moment
- Titre français : Moments perdus
- Réalisation : Martin Gabel
- Scénario : Leonardo Bercovici d'après la nouvelle Les Papiers d'Aspern d'Henry James
- Production : Walter Wanger
- Société de production  : Walter Wanger Productions
- Société de distribution : Universal Pictures
- Photographie : Hal Mohr
- Musique : Daniele Amfitheatrof
- Montage : Milton Carruth
- Costumes : Travis Banton
- Direction artistique : Alexander Golitzen
- Décorateur de plateau : Russell A. Gausman et Ken Swartz
- Pays de production :  États-Unis
- Langue originale : anglais
- Format : noir et blanc – 35 mm – 1,37:1 – mono (Western Electric Recording)
- Genre : Film dramatique, Thriller, Film noir
- Durée : 89 minutes
- Dates de sortie : 
  - États-Unis : mars 1947
  - France : 6 août 1947

## Distribution
- Robert Cummings : Lewis Venable
- Susan Hayward : Tina Bordereau
- Agnes Moorehead : Juliana Borderau
- Joan Lorring : Amelia
- Eduardo Ciannelli : Père Rinaldo
- John Archer : Charles
- Frank Puglia : Pietro
- Minerva Urecal : Maria
- William Edmunds : Vittorio